# Kubas damlandslag i handboll
Kubas damlandslag i handboll representerar Kuba i handboll på damsidan. Laget slutade 21:a vid VM-turneringen 1999.